# Maloïe Charkovo
Maloïe Charkovo (en russe : Малое Шарково) est un hameau russe de la municipalité de Tchekouïevo situé dans le raïon d'Onega dans le nord-ouest de l'oblast d'Arkhangelsk. Il fait partie du Nord russe, se trouve sur la rive droite du fleuve Onega, et sa population s'élevait à 12 habitants en 2012.  

## Géographie
Maloïe Charkovo est située dans le coin nord-ouest de l'oblast d'Arkhangelsk, un sujet de Russie européenne qui fait partie du district fédéral du Nord-Ouest. La localité se trouve dans le sud du raïon d'Onega, un des  raïons de l'oblast. Le hameau se trouve à environ 150 kilomètres au sud-est du centre administratif du raïon, la ville d'Onega.
Il se trouve sur la rive droite du fleuve Onega, fleuve qui se jette dans la mer Blanche.
Le hameau fait partie de la municipalité de Tchekouïevo, qui a comme chef-lieu Antsiferovski Bor. Maloïe Charkovo, comme tout l'oblast d'Arkhangelsk, est située dans le fuseau horaire MSK (heure de Moscou). Le décalage horaire appliqué par rapport au temps universel coordonné est +03:00.

## Démographie
Recensements (*) ou estimations de la population,,:
En 2002, la population était à 100 % composée de Russes.
|       | \| 2002* \| 2010* \| 2012 \| - \| \| ----- \| ----- \| ---- \| - \| \| 16 \| 11 \| 12 \| - \| |      |   |
| 2002* | 2010*                                                                                         | 2012 | - |
| 16    | 11                                                                                            | 12   | - |